# Валетов Ігор Анатолійович
Ігор Анатолійович Валетов (1 лютого 1946 , Ташкент ) — радянський фехтувальник на шпагах, бронзовий призер Олімпійських ігор 1972 року, чемпіон світу.

## Виступи на Олімпіадах
| Олімпіада   | Дисципліна          | Місце |
| ----------- | ------------------- | ----- |
| Мюнхен 1972 | індивідуальна шпага | 9     |
| Мюнхен 1972 | командна шпага      | 3     |